# Fàbrica de Cal Berenguer
La Fàbrica de Cal Berenguer és un edifici d'Artés (Bages) inclòs en l'Inventari del Patrimoni Arquitectònic de Catalunya.

## Història
Fou fundada per Josep Berenguer i Vilarassau (1815-1895), pertanyent a una família de paraires, i es dedicà al cotó. El 1871 es va demanar el permís d'obres a l'Ajuntament, i el 1882 ja s'ampliava per la banda del carrer. La fàbrica tenia també totes les dependències tècniques de l'època: fusteria, serralleria, tint, etc.
Amb els guanys de la fàbrica, la família esdevingué una de les més importants del municipi. A part d'aquest terres tenia fàbriques a Cabrianes i al Pont de Cabrianes.
L'any 1917 fou escenari d'un violent episodi de vaga, conegut com la revolta dels Burots, on a part de manifestar el malestar social de l'època, es reflectia un rebuig al monopoli caciquista dels Berenguer.

## Descripció
El recinte fabril compta amb una estructura de vapor al qual s'han afegit una desena de naus. Es diferencien diverses parts la primitiva fabrica (amb la xemeneia, naus de dos pisos amb maó vermell i amb plaques de pedra, amb moltes obertures), l'habitatge del propietari (envoltada de jardí, pati, porteria, on s'accedeix per un gran portal de ferro amb decoracions geomètriques i florals que també dona pas a la fàbrica), i les noves naus (d'estructura moderna sens massa interès, amb manca d'obertures i amb els murs arrebossats). La casa del propietari i la fàbrica es troben separades per un carrer però es comuniquen per un pont.